# Hopea nervosa
Espèce
Statut de conservation UICN

 CR A1c, B1+2c : 
En danger critique
Hopea nervosa est une espèce de plantes de la famille des Dipterocarpaceae.

## Publication originale
- Journal of the Asiatic Society of Bengal 2: 124. 1893.